# 伊朗陆军
伊朗伊斯兰共和国陆军（波斯語：نیروی زمینی ارتش جمهوری اسلامی ایران），简称为伊朗陆军，屬於伊朗伊斯蘭共和國軍隊之下，是伊朗武装力量的主要地面部队。

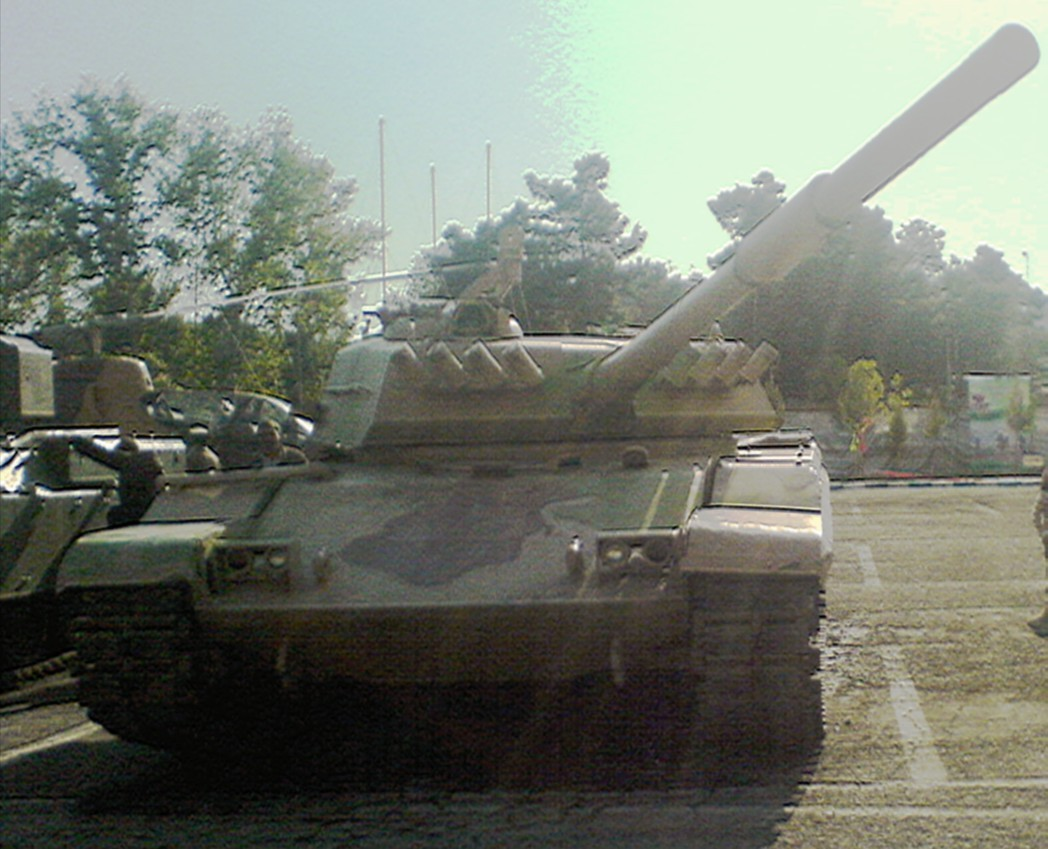
伊朗自製的佐勒菲卡尔主战坦克

## 简介
伊朗陆军的现役兵力约为35万。编为4个军部、4个装甲师、6个步兵师、1个空降旅、2个特种作战师、若干独立装甲旅和步兵旅、5个炮兵大队。
伊朗陆军有约1500辆主战坦克、近100辆装甲侦察车、1200辆装甲运兵车、2000门牵引式火炮、300门自行火炮、数量庞大的火箭炮。

## 装备列表
- 坦克
  - M48巴頓坦克（估计168輛）
  - M47巴頓坦克[4]
  - M60巴頓戰車（約150輛[5]）
  - T-62主战坦克
  - T-72主战坦克（約480輛[4]）
  - 59式主战坦克
  - 69式主战坦克
  - 佐勒菲卡爾主戰坦克（已知至少有100輛）
  - “酋长”主战坦克
  - 天馬虎主戰坦克 100輛
- 直升機
  - CH-47C直升机（45架）
  - Panha 2091
  - UH-1直升机
  - 沙赫德285
  - 沙赫德278
- 装甲车
  - M113裝甲運兵車[4]（估计200輛）
  - FV101“蝎子”装甲侦察车
  - BMP-1步兵战车
  - BMP-2步兵战车
  - BTR-50装甲运兵车
  - BTR-60PB装甲运兵车
- 火砲
  - 2S1自行火炮
  - BMT-2自行火炮
  - M-1978自行火炮（英语：Koksan (artillery)）
  - 雷霆-1自行火炮（英语：Raad-1）
- 單兵武器

### 步槍
- - / HK G3（由DIO授權生產）
  - //// AK系列（包括DIO仿製型）
  -  海白爾KH2002
  -  M16A4（裝備特種部隊）
  -  M4／M4A1（裝備特種部隊）

### 機槍
- -  M249 SAW（裝備特種部隊）
  - / MG3（包括未授權仿製型）
  -  PKM
  -  DShK
  -  W-85

### 狙擊步槍
- - / SVD（包括仿製型）
  -  Siyavash（英语：Siyavash sniper rifle）
  -  Taher（英语：Taher sniper rifle）
  - / 斯泰爾HS .50（包括未授權仿製型）
  -  Shaher（英语：Shaher anti-materiel rifle）
  -  Taktab
  -  Arash（英语：Arash anti-materiel rifle）

### 衝鋒槍
- -  M3
  - /烏茲（包括未授權仿製型）
  - /HK MP5（由DIO未授權生產）

### 手槍
- -  M1911A1
  - / SIG P226（未授權仿製型）
  -  格洛克17（裝備特種部隊）

### 榴彈發射器
- - / AGS-17烈火（包括本土生產型）

### 反裝甲武器
- - / RPG-7（包括本土生產型）
  -  69式火箭筒
  -  RPG-29
  -  SPG-9
  -  M40
  - / M47龍式（未授權仿製型）
  -  颱風
  -  9K111 Fagot（英语：9K111 Fagot）
  -  9K115-2麥士蒂索人